# 杨凝
楊凝（？—803年），字懋功。虢州弘農縣（今河南三門峽市靈寶縣）人。
早年喪父，和兄弟楊憑、楊凌攜母避難蘇州吳縣（今江蘇蘇州）。唐代宗大歷十三年戊午科狀元，授協律郎。歷官侍御史，擔任司封員外郎，為權臣所忌，改為吏部，不久，遷右司郎中。贞元十二年（796年）宣武节度使董晉用為判官，二年後，兼任亳州刺史。當時孟叔度阻撓軍治，而楊凝亦縱恣淫湎。贞元十五年，董晋病死，汴州军乱，杨凝逃回長安。終官兵部郎中。三兄弟皆進士第，號稱“三楊”。貞元十九年（803年）正月卒於任上。有集二十卷，《全唐诗》存其詩一卷。